# Maria Schabowska
Maria Schabowska (ur. 1 maja 1925, zm. 16 września 1995) – uczona polska, językoznawczyni, profesor Wyższej Szkoły Pedagogicznej w Krakowie.

## Życiorys
Z domu Malec, urodziła się w Ochoży w powiecie chełmskim, w rodzinie nauczycieli wiejskich. Wyszła za mąż za Andrzeja Schabowskiego, późniejszego dyrektora XIII Liceum Ogólnokształcącego im. Bohaterów Westerplatte w Krakowie. Mieli córkę Ewę.
W latach 1948–1951 studiowała w Państwowej Wyższej Szkole Pedagogicznej w Krakowie na kierunku Polonistyka z estetyką; wśród jej wykładowców był m.in. Mieczysław Kotlarczyk (twórca Teatru Rapsodycznego). Po ukończeniu trzyletnich studiów została w lipcu 1951 asystentem na tej uczelni, początkowo w studium zaocznym, następnie w Katedrze Języka Polskiego, kierowanej przez Stanisława Jodłowskiego. Studia uzupełniła na Uniwersytecie Jagiellońskim, uzyskując w 1952 dyplom magistra filozofii. W 1964 obroniła doktorat, już po zmianie nazwy uczelni na Wyższa Szkoła Pedagogiczna, na podstawie rozprawy Rozwój polskich rzeczowników ilościowych (przygotowanej pod kierunkiem Stanisława Jodłowskiego). Mianowana docentem w 1969, habilitację uzyskała na podstawie rozprawy Słownictwo reklam i anonsów prasowych zamieszczonych w „Czasie” (1890–1895). W lutym 1991 została profesorem nadzwyczajnym.
Pracowała w Zakładzie Języka Polskiego krakowskiej Wyższej Szkoły Pedagogicznej; była w gronie pierwszych pracowników tego zakładu i przyczyniła się do jego rozwoju. W latach 1969–1978 pełniła funkcję prodziekana Wydziału Filologicznego, 1978–1981 wicedyrektora Instytutu Filologii Polskiej. Była członkiem Towarzystwa Miłośników Języka Polskiego, Polskiego Towarzystwa Językoznawczego, Komisji Językoznawstwa Oddziału Krakowskiego Polskiej Akademii Nauk, Komisji Frazeologicznej Komitetu Językoznawstwa PAN. Od 1966 do 1968 była członkiem Komitetu Uczelnianego Polskiej Zjednoczonej Partii Robotniczej w WSP.
Pod jej kierunkiem prace magisterskie obroniło około 300 osób, była również promotorką dwóch prac doktorskich (Struktura semantyczna języka „Starej baśni” J. I. Kraszewskiego. Studium nad tekstem z wykorzystaniem teorii pól językowych Haliny Krzyżak, 1982; Współczesne polskie słownictwo muzyczne. Lingwistyczny opis wariantów środowiskowych Marka Grynkiewicza, 1984). Uczestniczyła w licznych kursach dla nauczycieli-polonistów, głosiła odczyty w szkołach i ośrodkach kształcenia, była gościem językoznawczych audycji radiowych. Brała udział w pracach nad programem studiów polonistycznych Wyższej Szkoły Pedagogicznej w Krakowie.
Zainteresowania naukowe Marii Schabowskiej obejmowały słownictwo w aspekcie słowotwórczym, historycznym i opisowym, a także zagadnienie funkcji stylistycznej słownictwa. Ogłosiła m.in.:
- Pochodne przymiotnika barwy („Język Polski”, 1960)
- O formalnej numeralizacji rzeczowników („Język Polski”, 1962)
- Polskie rzeczowniki ilościowe (1965)
- Pochodne przymiotników kształtu („Język Polski”, 1970)
- Poznawcza wartość synonimu (1970)
- Liczebnik „trochę” w języku polskim („Język Polski”, 1970)
- Nowsze formacje przymiotnikowe z przyrostkiem „-owy” (1973)
- Nowe związki frazeologiczne w języku polskim (1975)
- Poznawcze i stylistyczne walory czasowników komentujących mowę niezależną (1976)
- Charakterystyczne cechy języka powieści produkcyjnej (1982)
- Słownictwo poetyckie Adama Ziemianina (1983)
- Słownictwo i frazeologia recenzji teatralnych zamieszczonych w „Czasie” (1890–1895) (1987)
- Osobliwości leksykalne „Konopielki” E. Redlińskiego (1991)
- W kręgu słownictwa batalistycznego (1982)

Wspólnie z E. Stachurskim opracowała Wybór literatury do słownictwa, frazeologii i stylistyki (1971, dwa tomy).

## Ordery i odznaczenia
- Srebrny Krzyż Zasługi (1969)[3]

## Źródła
- Józefa Kobylińska. Prof. dr hab. Maria Schabowska. „Język Polski”. 1, s. 50–51, 1997. Kraków: Organ Towarzystwa Miłośników Języka Polskiego.